# Califatul Fatimid
Califatul Fatimid (arabă خلافة فاطمية) a fost un califat arabo-berber șiit musulman, prima oară cu capitala în Tunisia la Mahdia, apoi din 969 în Egipt la Cairo, care a stăpânit diferite teritorii din Maghreb, Sudan, Sicilia, Levant și Hijaz din 5 ianuarie 909 până în 1171.

## Califi fatimizi
1. Abdullah al-Mahdi Billah (909-934; fondator al Dinastiei Fatimide)
2. Muhammad al-Qa'im Bi-Amrillah (934-946)
3. Isma'il al-Mansur Bi-Nasrillah (946-953)
4. Ma'ad al-Muizz Li-Dinillah (953-975; Egiptul este cucerit în timpul conducerii sale)
5. Abu Mansur Nizar al-Aziz Billah (975-996)
6. Huséin al-Hakim Bi-Amrillah (996-1021)
7. Ali az-Zahir (1021-1036)
8. Ma'ad al-Mustansir Billah (1036-1094)
9. al-Musta'li (1094-1101)
10. al-Amir Bi-Ahkamillah (1101-1130)
11. al-Hafiz (1131-1149)
12. az-Zafir (1149-1154)
13. al-Faiz (1154-1160)
14. al-Adid (1160-1171; ultimul calif din această dinastie, urmând în Egipt dinastia Ayyubită)